# Tirimas
Tirimas (en griego antiguoː Τυρίμμας; c. siglo VIII a. C.) fue rey de Macedonia de la dinastía argéada durante la segunda mitad del siglo VIII a. C.
Según el historiador romano Eusebio de Cesarea fue el tercer rey de macedonia de la dinastía argéada. Sucedió a su padre Coeno en el trono y reinó durante 43 años. A su muerte, su hijo Pérdicas accedió al trono.